# Kurszettel

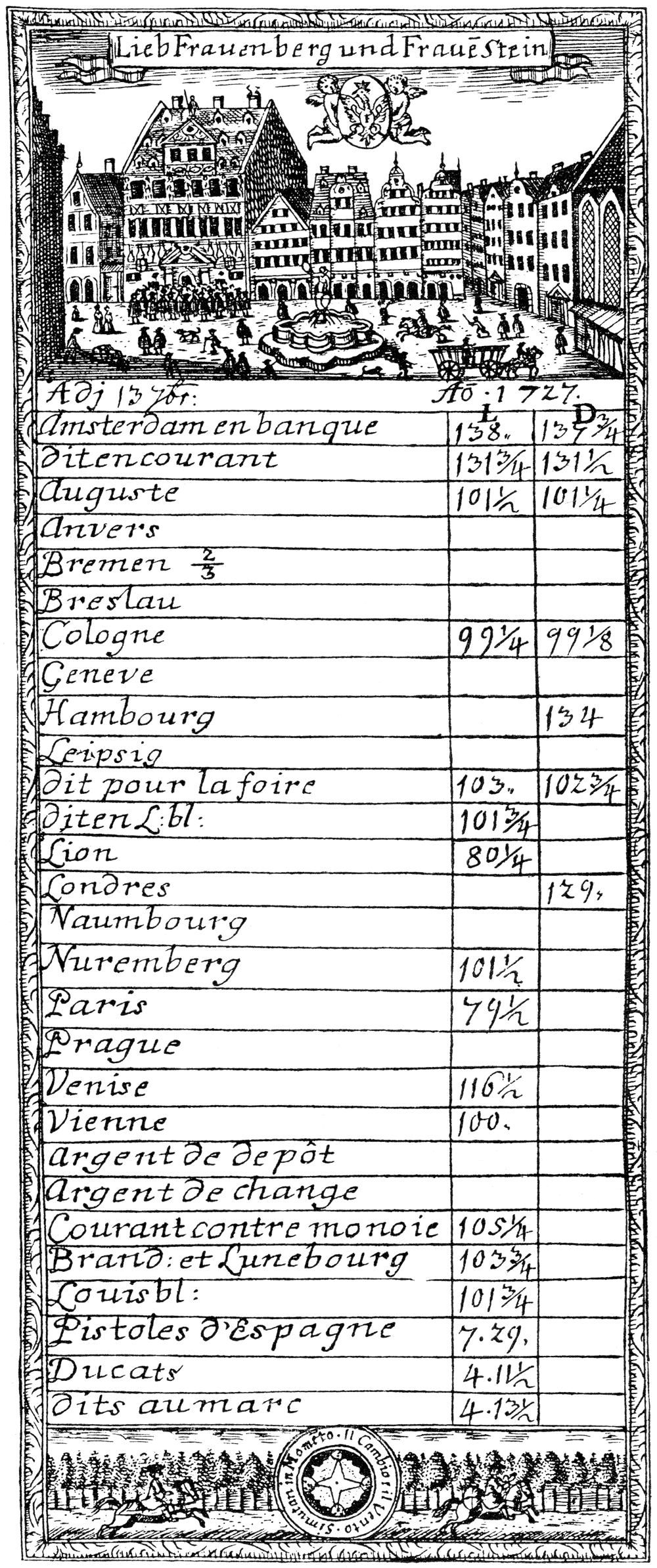
Kurszettel der Börse Frankfurt aus dem Jahr 1727

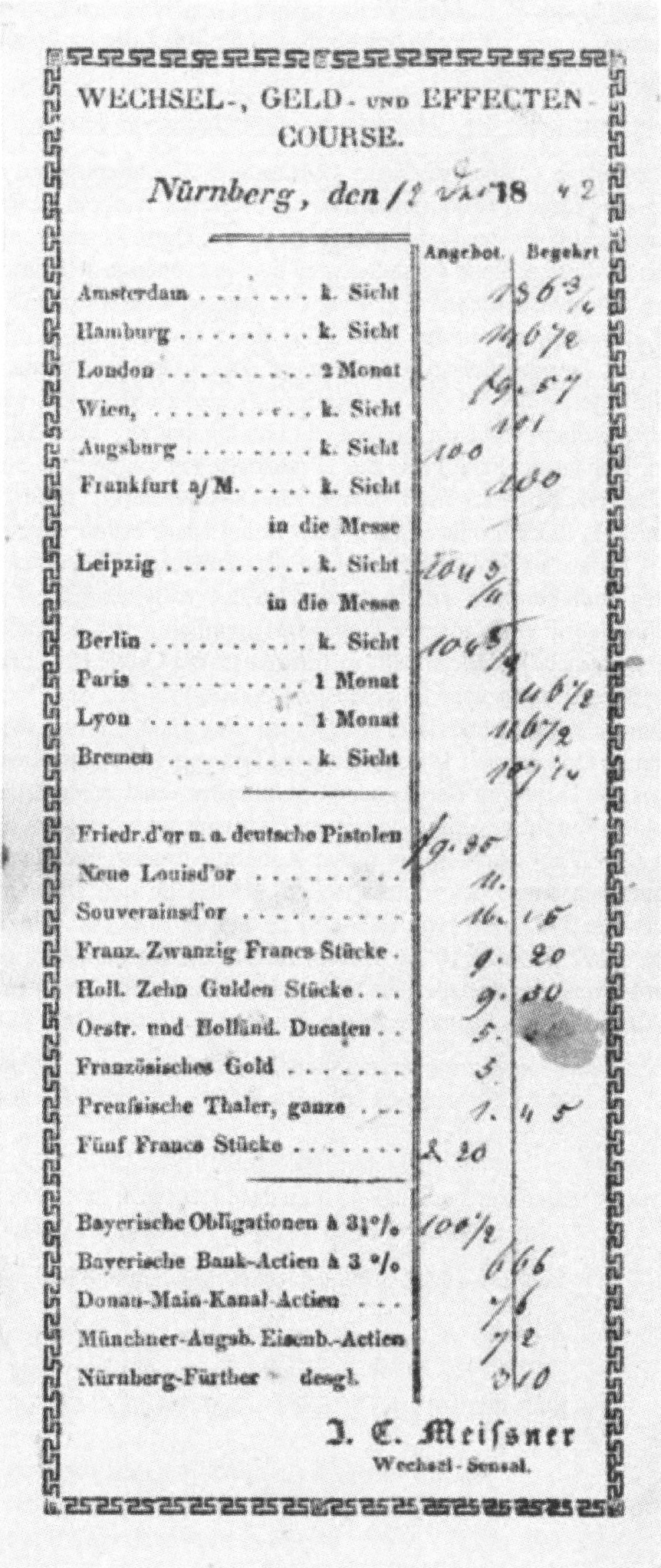
Nürnberg, Wechsel-, Geld- und Effektenkurszettel des Wechselsensals J.C. Meissner vom 12. Dezember 1842

Kurszettel (auch: Kursbericht, Kursblatt) sind regelmäßig erscheinende tabellarische Darstellungen der aktuellen Kurse an einem Börsenplatz.

## Geschichte
Die an einer Börse oder (bei nicht börsengehandelten Werten) durch eine Bank, einen Händler oder Makler festgestellten Kurse betreffen zwar nur die jeweils konkret gehandelten Wertpapiere oder Waren, sie sind jedoch auch für Dritte interessant, da diese Kurse die Marktsituation spiegeln. Daher werden sie oft als Kurszettel veröffentlicht. Diese Veröffentlichung erfolgte früher unmittelbar als Aushang an der Börse oder gedruckt. Später wurden die Daten über Fernschreiber bzw. Telex übermittelt. Auf Basis dieser Veröffentlichungen erstellten Börsen- und Tageszeitungen entsprechende Tabellen in ihrem Börsenteil.
Die ersten gedruckten Kurszettel wurden 1613 in den Niederlanden herausgegeben. Er enthielt die Kurse der dortigen Waren- und Wechselgeschäfte. 1659 ist der erste Kurszettel in Hamburg nachweisbar. 1693 erschien in London der erste gedruckte Kurszettel der „The Course of the Exchange“ herausgegeben von John Castaing. Ende des 17. Jahrhunderts wurde auch der Effektenhandel begonnen und die ersten Effektenkurse sind in den Kurszetteln zu finden. Waren die Kurszettel zunächst privatrechtlicher Natur, so wurde die Kursfeststellung durch Börsenordnungen geregelt und die Kurszettel entwickelten sich zu amtlichen Publikationen der Kurse an der jeweiligen Börse.

## Bedeutung
Heutzutage werden die Daten elektronisch und zeitnah veröffentlicht. Insofern ist der Begriff teilweise veraltet. Einige Banken hängen jedoch für ihre Kunden noch Kurszettel mit ausgewählten Aktien aus.